# خوسيه بيدرو غونسالفيس كوستا
خوسيه بيدرو غونسالفيس كوستا (9 أبريل 1994 في البرتغال - ) هو لاعب كرة قدم برتغالي في مركز حراسة المرمى. شارك مع منتخب البرتغال تحت 16 سنة لكرة القدم ومنتخب البرتغال تحت 17 سنة لكرة القدم ومنتخب البرتغال تحت 18 سنة لكرة القدم ومنتخب البرتغال تحت 19 سنة لكرة القدم. أما مع النوادي، فقد لعب مع S.C. Braga B ‏ وأوليفيرا دو بايرو ‏.

## وصلات خارجية
- خوسيه بيدرو غونسالفيس كوستا على موقع قاعدة بيانات كرة القدم.إي يو (الإنجليزية)
- خوسيه بيدرو غونسالفيس كوستا على موقع Soccerway.com (الإنجليزية)